# Конфликт на интереси
Конфликтът на интереси е възникването на противоречие (колизия) между обществения интерес, който следва да се защитава от едно физическо лице, заемащо публична длъжност, и неговия частен интерес във връзка с облага от материален или нематериален характер по повод изпълнение на службата. В публичния сектор конфликтът на интереси възниква за длъжностни лица.
В правото конфликтът на интереси не е престъпление, но може да бъде нарушение и е задължително основание за отвод. Юридическата отговорност за всеки конкретен случай може да бъде административно-наказателна, дисциплинарна (по Етичен кодекс) или имуществена (деликтна и неоснователно обогатяване).

## Конфликт на интереси
Конфликт на интереси е състояние, при което определено лице има интереси – частни и професионални, които не съвпадат или са противоположни. Конфликтът на интереси може да доведе до необективност и пристрастие и да попречи на желанието да се действа съобразно законите, правилата и морала. Често конфликт на интереси се определя като ситуация, в която едно лице е в състояние да използва професионално или длъжностно положение за своя лична облага (Закон за предотвратяване и разкриване на конфликт на интереси, ЗПРКИ, Чл. 2). Конфликт на интереси може обаче да се наблюдава не само при личности, но и при организации.
Конкуриращите се интереси могат да увредят на способността за обективно изпълнение на професионалните задължения и отговорности. Професии, при които е възможно да се срещне конфликт на интереси, включват: съдии, полицаи, адвокати, прокурори, политици, изпълнителни директори, контрольори и инспектори, консултанти, лекари, инженери, журналисти (пишещи също в Интернет), редактори.
Когато действията и думите на определено лице трябва да са безпристрастни, тогава и най-малката доза недоверие и подозрение в конфликт на интереси има разрушителен ефект. Конфликтът на интереси не води задължително до извършване на нередности. Въпреки това, съществуването на конфликт на интереси създава впечатление за нередност. Това подкопава доверието не само към съответната личност, но също и към организацията, към която тази личност принадлежи, а в крайна сметка и към професията.
Конфликт на интереси съществува, даже когато не води до неетични или неправомерни действия, но представлява стимул за такива. Конфликтът на интереси може да бъде обявен и доброволно обезвреден, още преди нередностите да се случат.

### Примери за конфликт на професионални интереси и на професионални и лични интереси
В юридическата практика задължението за лоялност към клиента забранява адвокат да представлява други страни с интереси противоположни на интересите на настоящия клиент. Например един адвокат не може да представлява и двете страни в бракоразводно дело или в дело за родителски права, защото изпада в „конфликт на роли“.
Една организация не трябва да предоставя два вида услуги, които са в конфликт. Например, производство на части и след това участие в комисия за сравняване на производителите на части.
По подобен начин може да съществува несъвместимост на работните места. Например при допълнително договорена работа интересите на двете работни места могат да си противоречат.
Кофликти могат да съществуват и в рамките на една организация. Лице, което купува оборудване, може да получава бонус, пропорционален на спестената от него сума. Това е стимул да се купуват евтини, некачествени съоръжения, което е в противоречие с интересите на хората, които трябва действително да използват оборудването.
Самоконтролирането също дава възможност за конфликт на интереси. Да приемем, че една правителствена организация трябва да прекрати неетичното поведение на един или няколко от своите служители. Ръководството обаче може да приеме, че в неин интерес е да се прикрият нарушенията, а не те да се разкрият, обявят и поправят. Това особено се отнася до нарушенията, които все още не са известни на обществеността. Въпреки тези съображения в България установяването на конфликт на интереси или на неправомерни постъпки от определено лице, заемащо публична длъжност, по правило се извършва от неговия работодател (ЗПРКИ, Чл. 4 и Глава шеста).
Самодоговаряне (договаряне със самия себе си). Длъжностно лице, което контролира определена организация, принуждава организацията да сключи договор за сделка или услуга със самото длъжностно лице, или с друга организация, което да е от полза за същото длъжностно лице. Длъжностното лице на практика е от двете страни на „договора“.
Семейните интереси могат да приемат различна форма. Например, наемане на работа на съпруг, дете, роднина или близък приятел; закупуване на стоки или услуги от фирма, контролирана от роднина или от други „свързани лица“. По тази причина в много от заявленията за работа има въпрос за роднински връзки. Ако случаят е такъв, роднината би могъл да се откаже от вземане на решение за наемане. Сравни с Непотизъм. Определение на „свързани лица“ – ЗПРКИ, Допълнителни разпоредби.
Подаръци от лица, които същевременно са в търговски или служебни отношения с лицето, което получава подаръка. Пример са подаръците от типа „подарък за шефа“. Тези подаръци може да са и нематериални, но с определена стойност, например осигуряване на транспорт или квартира.
Политика на въртящата се врата. Държавни служители или служители на изборна длъжност след напускане не следва да започват да работят за компаниите, които те са регулирали. В случая е възможно използване на вътрешна информация в полза на новите работодатели (ЗПРКИ, Чл. 21).
Конфликтът на интереси може да доведе до редица неправомерни действия. Например, вземане и даване на подкуп, търговия с влияние (корупция), използването на държавна или общинска собственост или други ценности за лични цели (измама) и т.н.
Въпреки горе казаното, съществуването на конфликт на интереси само по себе си не е доказателство за извършени нарушения. Често тези две ситуации се бъркат. Някой, обвинен в конфликт на интереси, може да отрече, че е налице конфликт, тъй като той не е действал неправомерно. Всъщност конфликтът на интереси съществува, дори ако няма неправомерни действия, произтичащи от това.

### Действия за предотвратяване и намаляване на конфликтите на интереси

#### Избягване от конфликта
Най-добрият начин да се справим с конфликт на интереси е да бъдат избегнати напълно. Например, някой избран на политически пост може да прекрати участие във фирми или да подаде оставка от всички бордове на предприятия. Прехвърлянето на фирмата на близък роднина и други подобни не върши същата работа. В някои страни (САЩ) се практикува прехвърляне на собствените акции в специален доверителен фонд (т.нар. сляп фонд), който има право да купува и продава, без знание на собственика. С такъв доверителен фонд, тъй като политикът не знае, в кои дружества има инвестиции, отсъства и изкушението да действа в тяхна полза.
Ако конфликтите на интереси не могат да се избягнат напълно, има начини те да се намалят и смекчат.

#### Отвод
Тези, които имат конфликт на интереси се очаква да се откажат сами от вземане на решения, когато такъв конфликт съществува. Например, Управителният съвет на държавна агенция обмисля да наеме консултантска фирма. Една от възможните фирми има като партньор близък роднина на един от членовете на Съвета. Този член на Съвета не трябва да гласува коя фирма да бъде избрана и даже не трябва да участва по никакъв начин при вземане на решението, включително и при обсъждането (ЗПРКИ, Чл. 19).
Съдиите се очаква да си правят отвод в случаите, когато могат да възникнат конфликти на интереси. Например, отвод се очаква, когато един от адвокатите по делото е близък личен приятел на съдията. Сравни ЗПРКИ, Чл. 12 (4)

#### Обявяване (разкриване) на конфликта
В много страни политици и високопоставени държавни служители са задължени ежегодно да разкриват финансова информация – активи, влогове, задължения, заеми. Стремеж към подобна практика съществува и в България за лицата, заемащи публични длъжности, ЗПРКИ, Чл. 14 (2)
В някои случаи може да се изисква да се обявят всички потенциални конфликти на интереси. Липсата на пълно и своевременно разкриване на тази информация може да има последици (ЗПРКИ, Чл. 33, 34). По правило лицето, заявило конфликт на интереси, не трябва да изпълнява служебните си задължения, в тези случаи, когато е налице частен интерес по конкретен повод.

#### Оценка от трета страна
Помислете за ситуация, при която мажоритарен собственик на корпорация реши да изкупи миноритарните акционери. Каква е справедливата цена? Очевидно неправилно е мажоритарният собственик просто да обяви цена и след това (мажоритарно контролирания) Съвет на директорите да одобри тази цена. Какво обикновено се прави? Наема се независим посредник (трета страна), който да изчисли „справедлива цена“, която след това се гласува от миноритарните акционери.
Оценки от трета страна могат да бъдат използвани, за да бъде конкретна сделка справедлива (при справедливите сделки страните са в равностойно положение). Например, Акционерно дружество наема сграда, която е собственост на Управителя. Съществува конфликт на интереси между служебните задължения на Управителя (към акционерите, за наем на най-ниската възможна цена) и неговите частни интереси (за получаване на най-високия възможен наем). За справяне с конфликта на интереси в случая може да се поиска независима оценка за пазарната тарифа за подобни договори за наем в околността.

#### Етични кодекси
Като цяло, според правилата на етиката, конфликтите на интереси трябва да се избягват. Конкретните изисквания обаче може да не са съвсем очевидни. Могат ли лекари, например психиатри, да си позволяват да имат отношения, извън професионалните, с пациенти, или с бивши пациенти? Може ли един преподавател да си позволи да има извън-професионални отношения със студент/студентка? Очаква се етичните кодекси да свеждат до минимум проблемите с конфликта на интереси, защото те посочват границата, след която такива конфликти се появяват. Също така те посочват какво страните трябва да направят, ако такива конфликти се появят (разкриване, отвод и т.н.). При съществуване на етичен кодекс никой не може да твърди, че не е наясно, че неговото поведение е осъдително. Това помага да се намалят, както неприемливите конфликти, така и неправилните действия, когато възникването на конфликт е неизбежно.